# Wiktar Hantschar

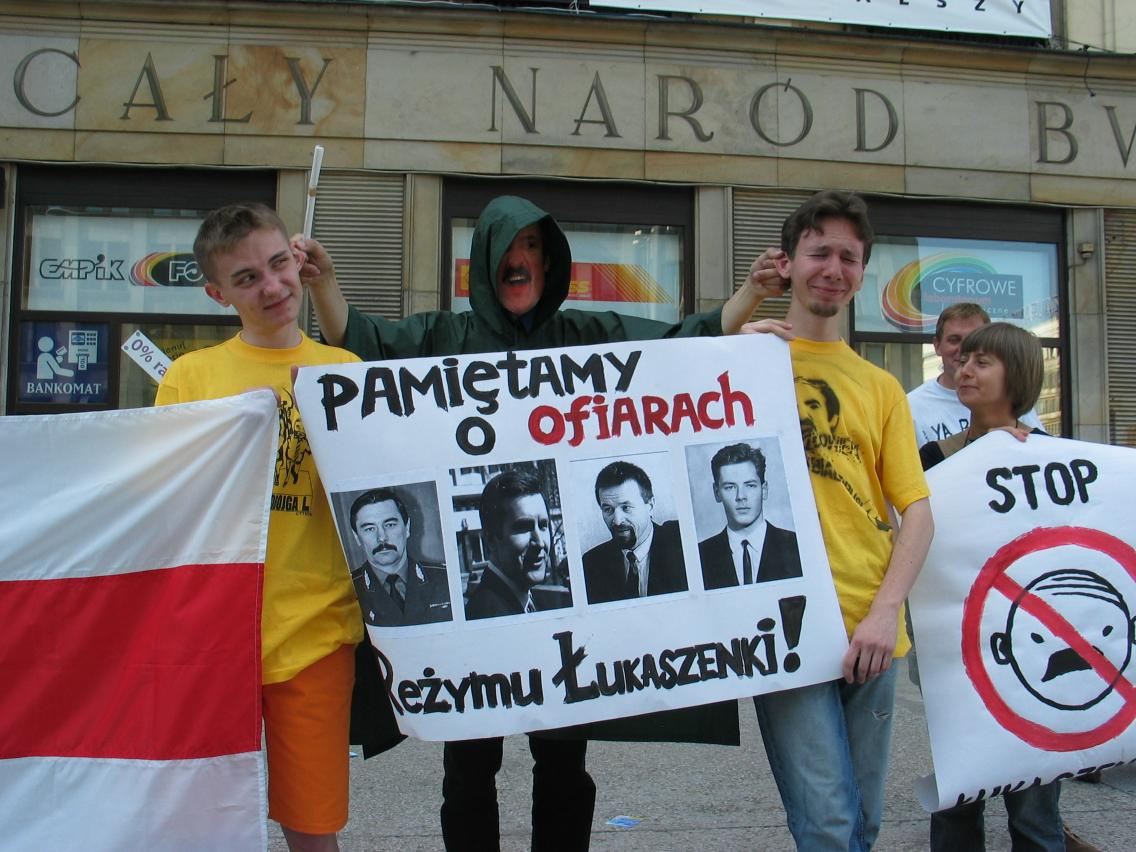
Demonstration in Warschau zur Erinnerung an die verschwundenen Regimegegner Juryj Sacharanka, Wiktar Hantschar, Anatol Krassouski und Dsmitryj Sawadski

Wiktar Iossifawitsch Hantschar (belarussisch Віктар Іосіфавіч Ганчар, russisch Виктор Иосифович Гончар Wiktor Iossifowitsch Gontschar; * 7. September 1958 in Roditschewo, Minskaja Woblasz; † 1999 (?)) war ein belarussischer Politiker. Er fiel am 16. September 1999 dem Verschwindenlassen von Regierungsgegnern in Belarus zum Opfer.

## Leben
Wiktar Hantschar wurde am 7. September 1958 im Dorf Radsitschawa in der Minskaja Woblasz geboren. Er absolvierte ein Jurastudium an der Belarussischen Staatlichen Universität und arbeitete am Institut für Philosophie und Recht an der Nationale Akademie der Wissenschaften von Belarus. Hantschar war Dozent am Belarussischen Wirtschaftsinstitut und leitete die Wirtschafts- und Rechtsabteilung des Staatlichen Wirtschaftsplanungsausschusses. Zudem war er erster stellvertretender Vorsitzender des Exekutivkomitees der Stadt Maladsetschna sowie kurzzeitig stellvertretender Premierminister von Belarus. Er war Generalsekretär des Wirtschaftsgerichts der Gemeinschaft Unabhängiger Staaten. Von 1990 bis 1995 war er Abgeordneter des Obersten Sowjets von Belarus.
1996 wurde Hantschar zum Vorsitzenden der Zentralen Wahlkommission ernannt und war Vizepräsident des 1996 von Staatspräsident Aljaksandr Lukaschenka aufgelösten Parlaments. Hantschar weigerte sich, das Ergebnis des umstrittenen von Lukaschenka initiierten Verfassungsreferendums von 1996 anzuerkennen. Er sollte am 19. September 1999 vor dem im Jahr 1996 aufgelösten Parlament eine Rede über die politische Situation im Land halten. Auf dieser Versammlung sollte auch eine Delegation der Opposition gewählt werden, die auf Vermittlung der Organisation für Sicherheit und Zusammenarbeit in Europa (OSZE) Gespräche mit der belarussischen Regierung aufnehmen sollte.
Hantschar war Mitglied der Vereinigten Bürgerpartei.

## Entführung
Am Nachmittag des 16. Septembers 1999 wurde Wiktar Hantschar zusammen mit seinem Freund Anatol Krassouski, der die Opposition finanzierte, in Minsk entführt. Am Ort wurden später Glasfragmente von Krassouskis Auto sowie Blutspuren von Hantschar gefunden. Die Täter konnten nicht ermittelt werden. 
Im Jahr 2004 kam ein Sonderermittler des Europarats zu dem Ergebnis, dass eine Spezialeinheit des belarussischen Innenministeriums hinter der Entführung von Juryj Sacharanka, Hantschar und Krassouski stecke. Im Dezember 2019 veröffentlichte die Deutsche Welle einen Dokumentationsfilm, in dem Juryj Harauski, ein ehemaliger Angehöriger der belarussischen Spezialeinheit, bestätigte, dass seine Einheit Hantschar und Krassouski entführt und ermordet habe. Gemäß den Erzählungen von Harauski fuhr man Krassouski und Hantschar eine Stunde außerhalb von Minsk, wo die beiden erschossen worden seien. Danach wurden die Leichen ausgezogen und in eine Grube geworfen, welche seine Komplizen zuvor dafür ausgehoben hatten.

## Ehrung
Hantschar wurde im Jahr 2000 posthum mit dem Theodor-Haecker-Preis ausgezeichnet.